# Bucharest Rebels
Die Bucharest Rebels sind eine American-Football-Mannschaft aus der rumänischen Hauptstadt Bukarest. Die 2012 gegründete Mannschaft ist mit sechs Meistertiteln die erfolgreichste rumänische Mannschaft.

## Geschichte
Im Gründungsjahr der Rebels 2012 wurde die rumänische Meisterschaft nur zwischen den Rebels und den Cluj Crusaders in Hin- und Rückspiel ausgetragen. Das Hinspiel in Cluj gewannen die Rebels mit 26:16, im Rückspiel unterlagen sie jedoch mit 7:20, so dass Cluj Meister wurde. 2013 und 2014 nahmen die Rebels neben der rumänischen Meisterschaft auch an der Balkan American Football League (BAFL) teil. Dabei blieben die Rebels 2014 in der Meisterschaft ohne Niederlage, die BAFL gewann man mit einem Sieg und einer Niederlage.
Auch 2015 und 2016 konnten die Rebels die rumänische Meisterschaft für sich entscheiden. 2017 und 2018 war dagegen im Halbfinale bzw. im Finale Schluss. In beiden Spielzeiten nahmen die Rebels am Atlantic Cup teil und wurden jeweils Zweiter. 2019 holten die Rebels zum vierten Mal die Meisterschaft. Im CEFL Cup schied man in der ersten Runde aus. 
Nach der ausgefallenen Saison 2020 holten die Rebels 2021 und 2022 den fünften und sechsten rumänischen Meistertitel. Zudem nahm man an der Balkan Football League teil und erreichte jeweils den zweiten Platz in der Gruppe Ost. 2022 nahm man zudem an der zweiten serbischen Liga teil, die man klar gewann und damit in die erste serbische Liga aufstieg. 2024 schied man aus der serbischen Liga aus.

## Spielzeiten
| Saison | Regular Season | Regular Season | Regular Season | Regular Season | Regular Season | Regular Season | Playoffs | Playoffs | Playoffs | Playoffs | Playoffs   | International | International | International | International | International | International | International | International           |
| Saison | Sp             | S              | U              | N              | P+             | P–             | S        | N        | P+       | P–       |            | Wettbewerb    | Sp            | S             | U             | N             | P+            | P–            |                         |
| ------ | -------------- | -------------- | -------------- | -------------- | -------------- | -------------- | -------- | -------- | -------- | -------- | ---------- | ------------- | ------------- | ------------- | ------------- | ------------- | ------------- | ------------- | ----------------------- |
| 2012   | –              | –              | –              | –              | –              | –              | 1        | 1        | 33       | 36       | Finale     |               |               |               |               |               |               |               |                         |
| 2013   | 3              | 1              | 0              | 2              | 68             | 48             | 1        | 0        | 40       | 12       | Halbfinale | BAFL          | 2             | 1             | 0             | 1             | 6             | 35            | Dritter                 |
| 2014   | 3              | 3              | 0              | 0              | 127            | 6              | 2        | 0        | 46       | 26       | Meister    | BAFL          | 2             | 1             | 0             | 1             | 48            | 19            | Meister                 |
| 2015   | 5              | 4              | 1              | 0              | 186            | 22             | 2        | 0        | 48       | 0        | Meister    |               |               |               |               |               |               |               |                         |
| 2016   | 4              | 4              | 0              | 0              | 136            | 32             | 2        | 0        | 96       | 32       | Meister    |               |               |               |               |               |               |               |                         |
| 2017   | 4              | 3              | 0              | 1              | 134            | 53             | 0        | 1        | 22       | 42       | Halbfinale | Atlantic Cup  | 1             | 0             | 0             | 1             | 14            | 42            | Zweiter                 |
| 2018   | 4              | 3              | 0              | 1              | 69             | 59             | 1        | 1        | 42       | 10       | Finale     | Atlantic Cup  | 2             | 1             | 0             | 1             | 62            | 39            | Zweiter                 |
| 2019   | 4              | 3              | 0              | 1              | 144            | 66             | 2        | 0        | 80       | 20       | Meister    | CEFL Cup      | 1             | 0             | 0             | 1             | 14            | 28            | Viertelfinale           |
| 2021   | 5              | 5              | 0              | 0              | 250            | 32             | 2        | 0        | 96       | 30       | Meister    | BFL           | 3             | 2             | 0             | 1             | 80            | 47            |                         |
| 2022   | 5              | 5              | 0              | 0              | 312            | 92             | 2        | 0        | 110      | 41       | Meister    | BFL           | 3             | 1             | 0             | 2             | 41            | 47            | Halbfinale (verzichtet) |
| 2022   | 5              | 5              | 0              | 0              | 312            | 92             | 2        | 0        | 110      | 41       | Meister    | Druga Liga    | 4             | 4             | 0             | 0             | 132           | 6             | Meister, Aufstieg       |
| 2023   | 3              | 3              | 0              | 0              | 132            | 64             | 2        | 0        | 86       | 34       | Meister    | Prva Liga     | 3             | 3             | 0             | 0             | 168           | 66            | Halbfinale              |
| 2023   | 3              | 3              | 0              | 0              | 132            | 64             | 2        | 0        | 86       | 34       | Meister    | CEFL Cup      | 1             | 0             | 0             | 1             | 6             | 45            | Halbfinale              |
| 2024   | 3              | 2              | 0              | 1              | 82             | 49             | 2        | 2        | 116      | 25       | Meister    |               |               |               |               |               |               |               |                         |
| Gesamt | 38             | 31             | 1              | 6              | 1328           | 431            | 17       | 3        | 705      | 267      |            |               |               |               |               |               |               |               |                         |